# Narcissus pseudonarcissus
Narcissus pseudonarcissus es una especie botánica de la familia de las Amarilidáceas.

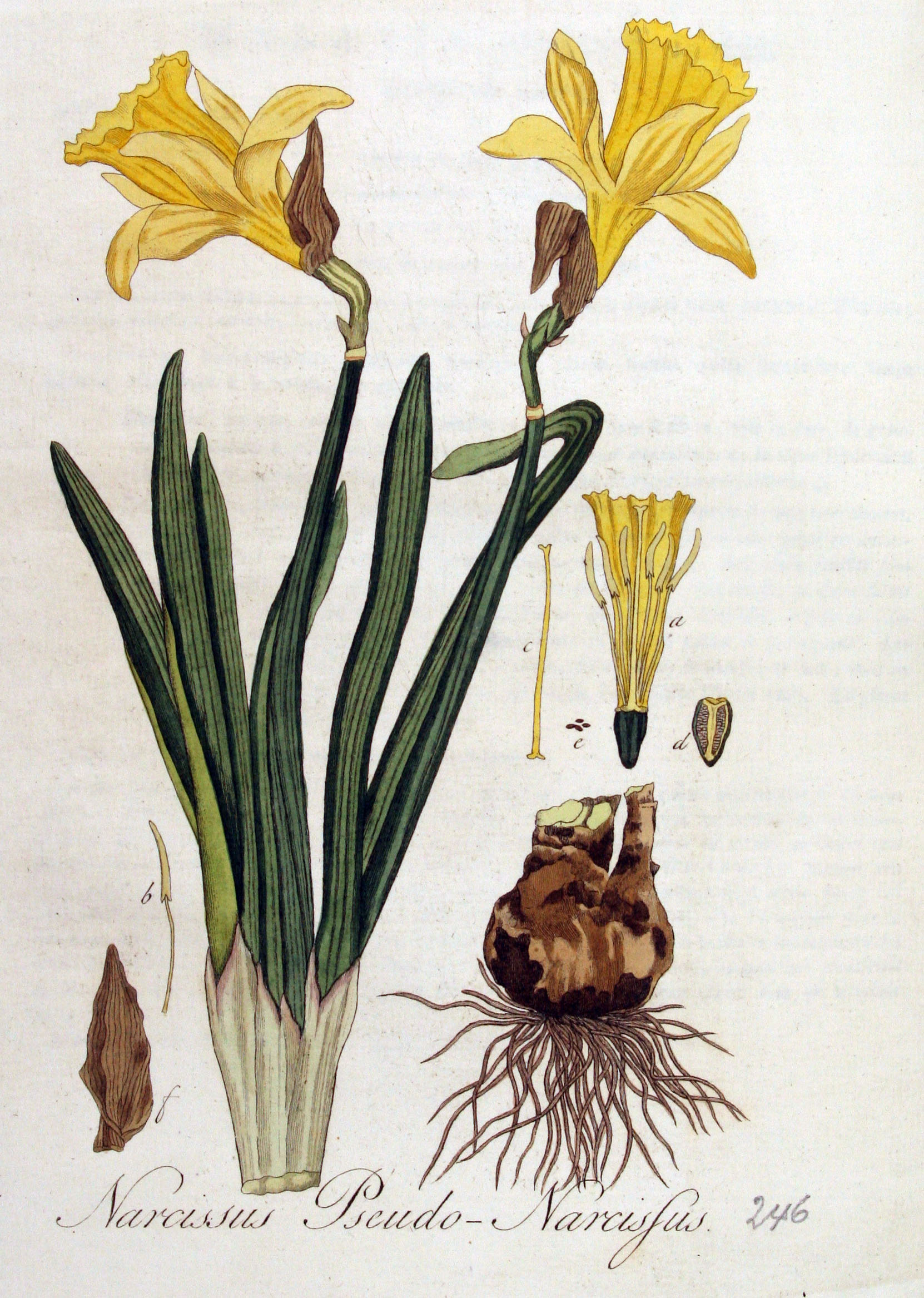
Ilustración

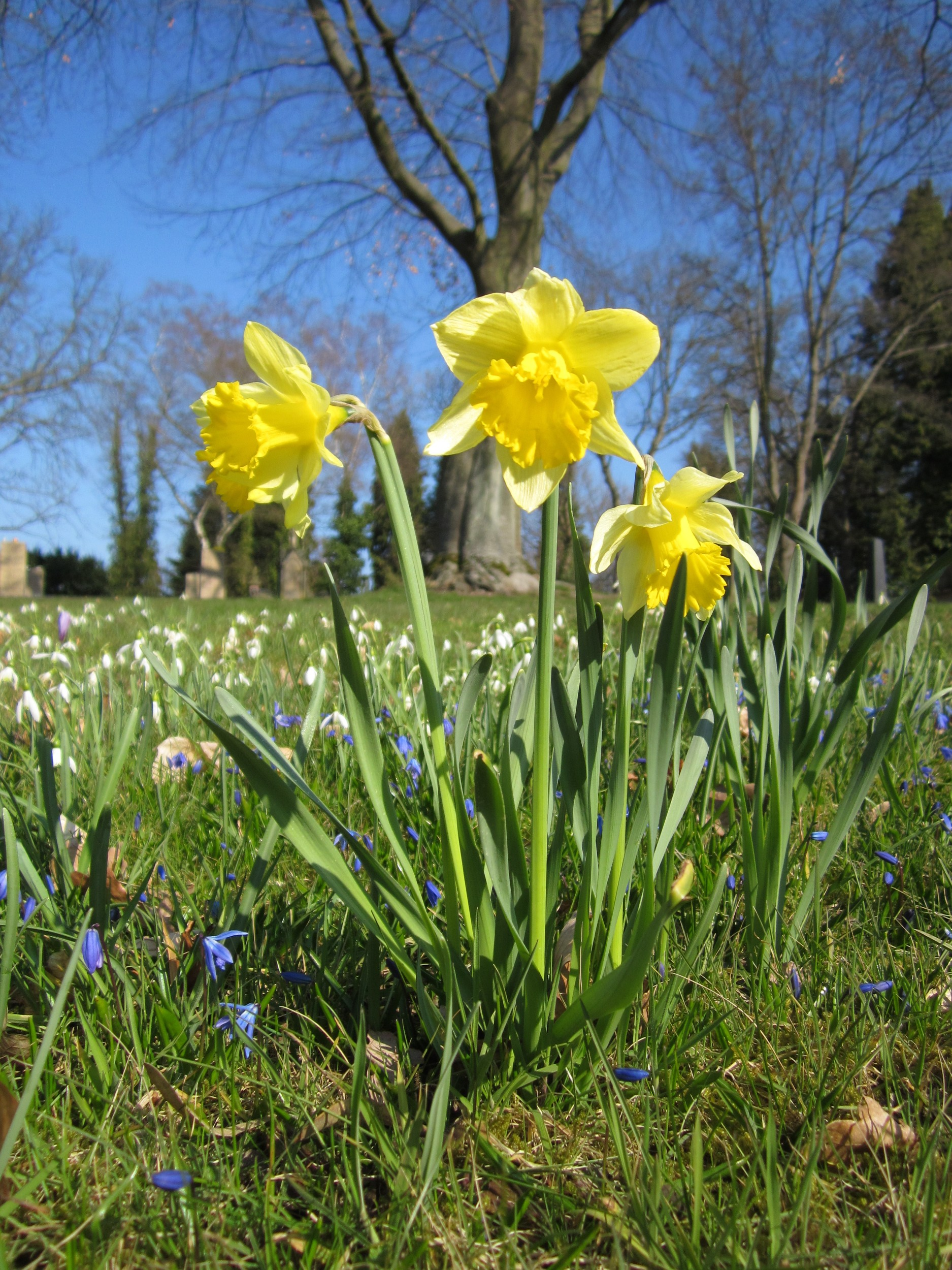
Vista de la planta

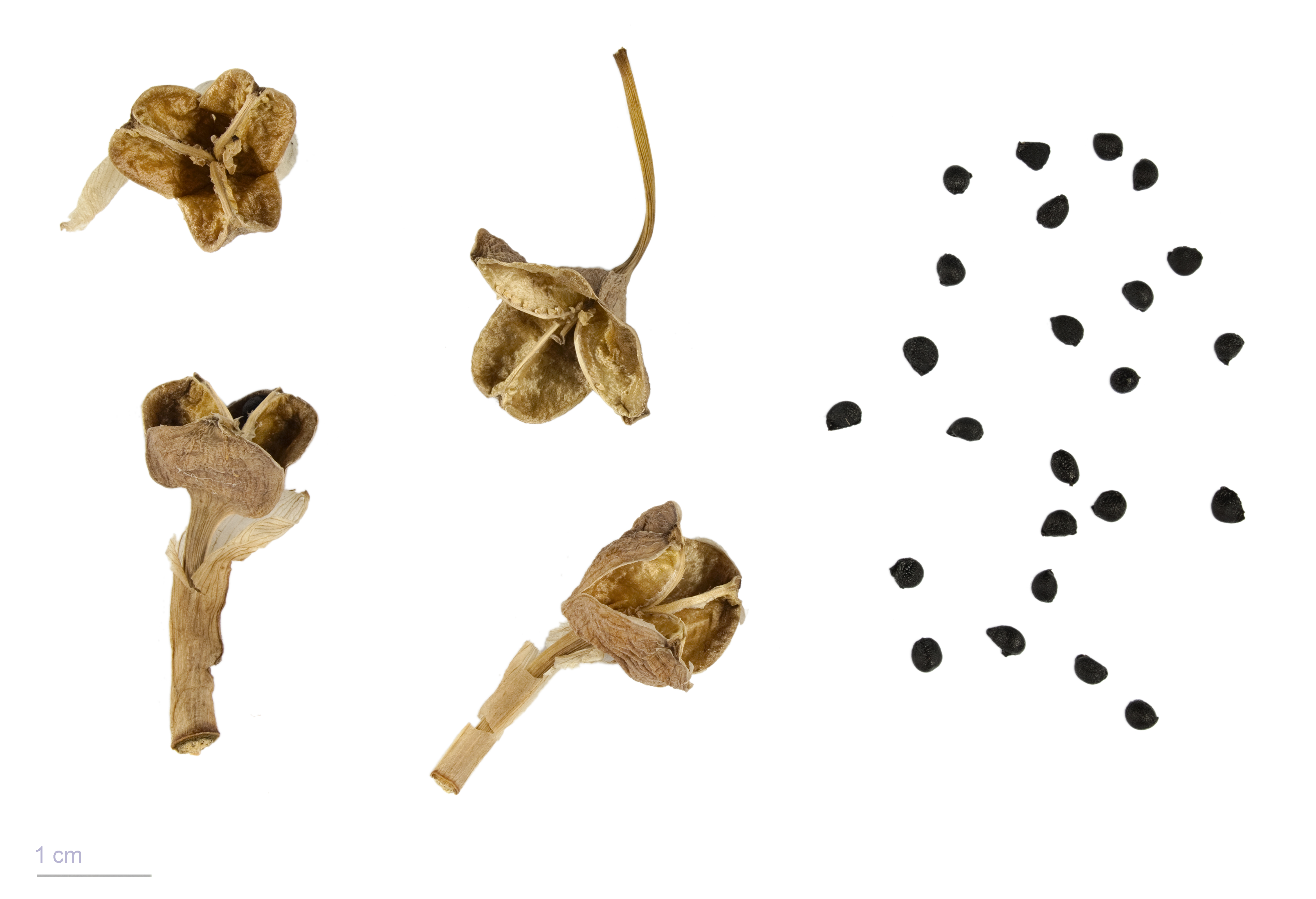
Narcissus pseudonarcissus

## Hábitat
Es una planta nativa de Europa central y septentrional y crece en los bosques húmedos. En la península ibérica se extienden por los Pirineos y el Cantábrico.

## Descripción
Es una planta perenne y bulbosa, con el bulbo globular de color blanco en su interior y negruzco en su cubierta. Las hojas radicales y lineales de color verde oscuro de 35 cm de longitud. La inflorescencia más alta que las hojas, es erecta y tiene en su extremo una fragante flor de color amarillo dorado, acanalada y compuestas por seis segmentos agudos, El fruto es una cápsula.

## Propiedades
Contiene narcitina o narcisina que tiene propiedades eméticas. Se ha recomendado para casos de epilepsia y afecciones de tipo espástico. Se ha observado una actividad favorable en el tratamiento de tumores y en la leucemia.
Las dosis excesivas de esta planta provoca el vómito y son laxantes.

## Nombre común
Azucena silvestre, campanillas, campanillas grandes, campanilla tragona, capillejas, capilotes, cebolla de lechuguilla, cebolla de los prados, cebolla de oro, falso narciso, falso-narciso, flor de ángel, grillandas, lirón, lirones, manteigueras, maya, narciso, narciso de campanilla, narciso de lechuguilla, narciso de los prados, narciso sevillano, narciso trompón, tragapán, tragón, trompón.

## Taxonomía
Narcissus pseudonarcissus fue descrita por Carlos Linneo y publicada en Species Plantarum 1: 289. 1753.
Etimología
Narcissus, nombre genérico que hace referencia al joven narcisista de la mitología griega Νάρκισσος (Narkissos), hijo del dios río Cephissus y de la ninfa Leiriope, que se distinguía por su belleza. 

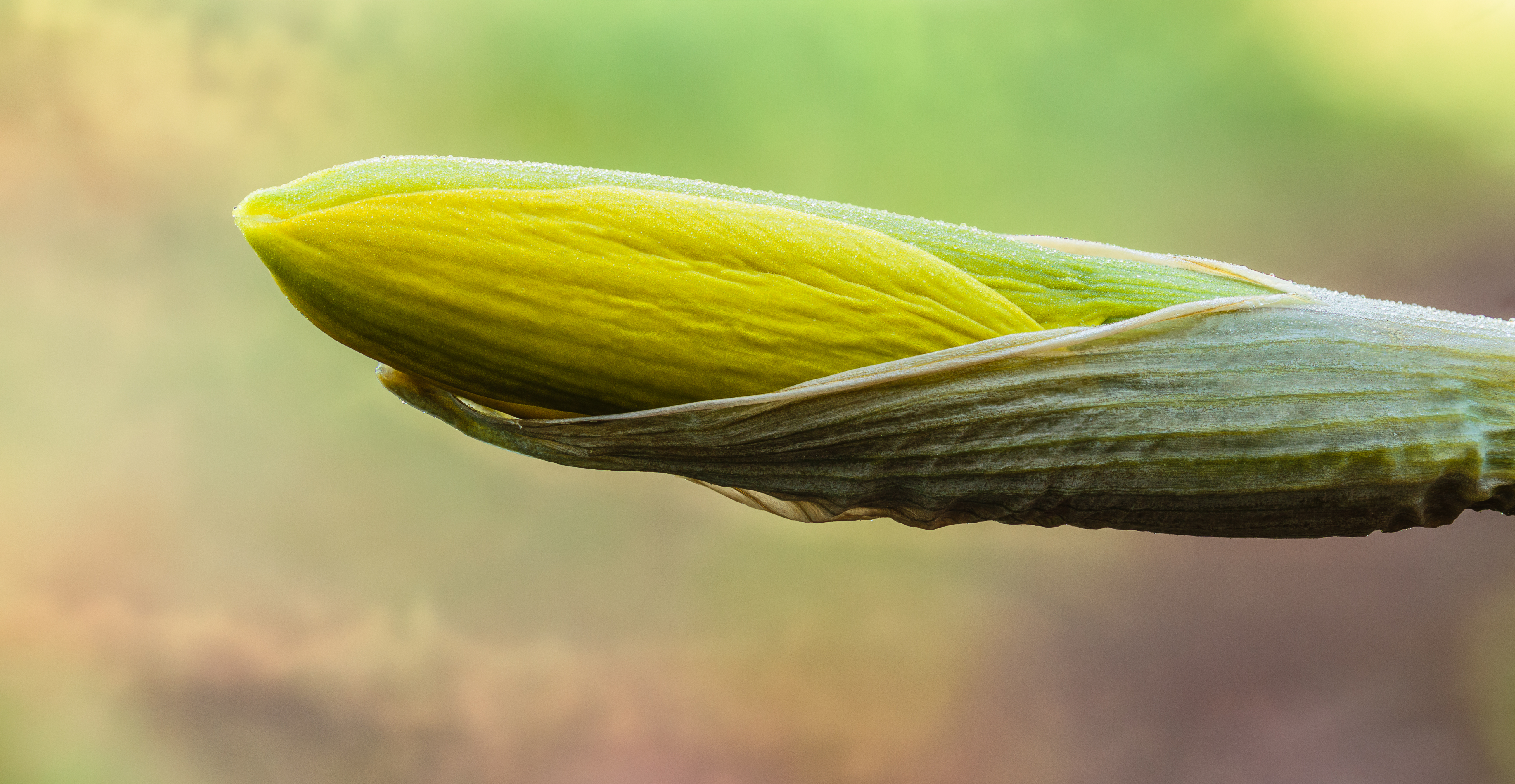
Brote floral en desarrollo.

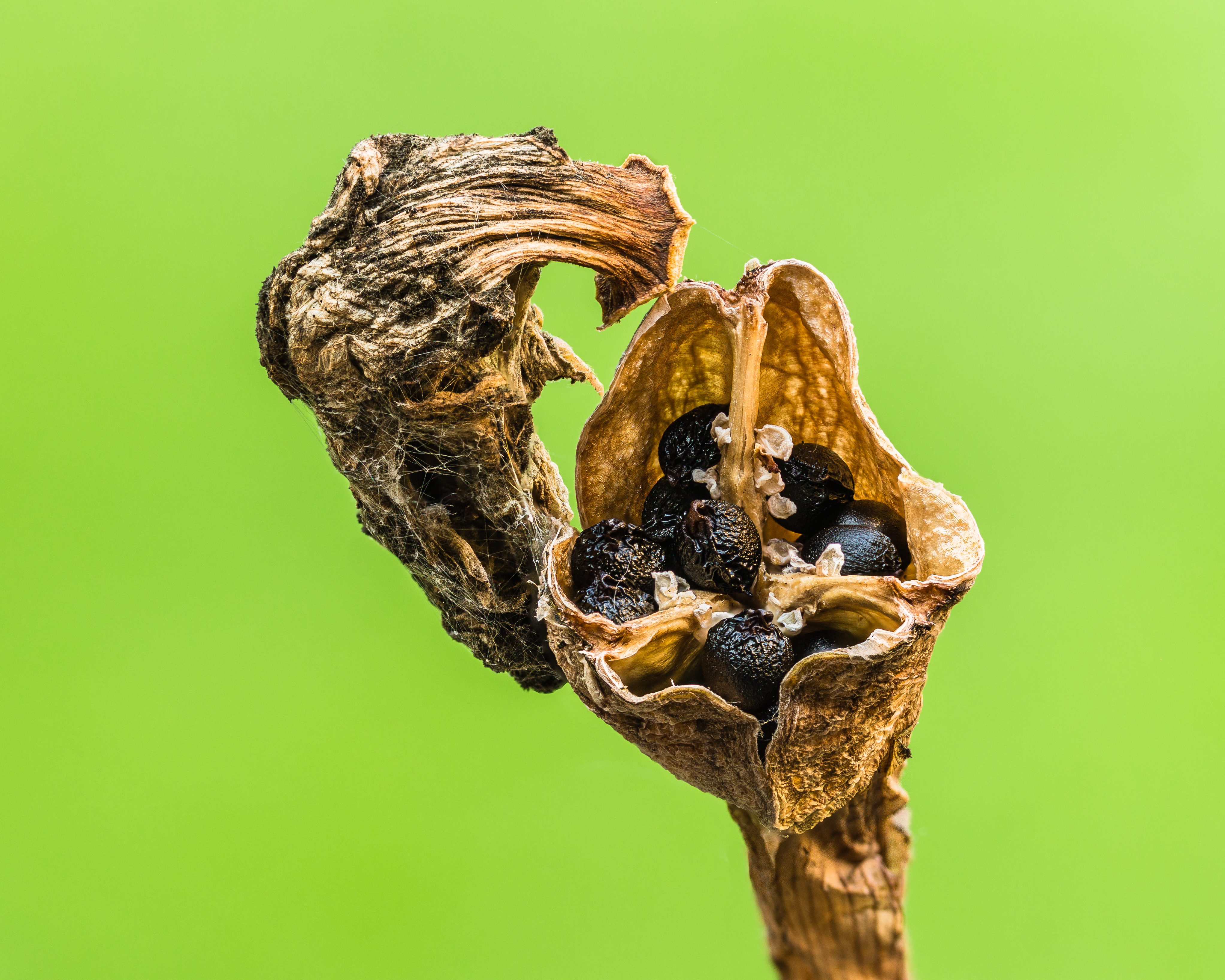
Poda de semillas abiertas de un narciso trompetero lleno de semillas hendidas.

El nombre deriva de la palabra griega: ναρκὰο, narkào (= narcótico) y se refiere al olor penetrante y embriagante de las flores de algunas especies (algunos sostienen que la palabra deriva de la palabra persa نرگس y que se pronuncia Nargis, que indica que esta planta es embriagadora). 
pseudonarcissus: epíteto latino que significa "falso narciso".
Sinonimia
- Ajax pseudonarcissus (L.) Haw., Monogr. Narciss.: 2 (1831).
- Narcissus albescens Pugsley
- Narcissus alpestris Pugsley
- Narcissus confusus Pugsley
- Narcissus hispanicus Gouan
- Narcissus leonensis Pugsley
- Narcissus macrolobus (Jord.) Pugsley
- Narcissus major Curtis
- Narcissus moschatus L.
- Narcissus nevadensis Pugsley
- Narcissus nobilis (Haw.) Schult. & Schult.f.
- Narcissus pallidiflorus Pugsley
- Narcissus portensis Pugsley
- Narcissus tortuosus Haw.[5]

Subespecies
- Narcissus pseudonarcissus subsp. bicolor (L.) Baker, Handb. Amaryll.: 4 (1888).
- Narcissus pseudonarcissus subsp. calcicarpetanus (Fern.Casas) Fern.Casas, Fontqueria 4: 27 (1983)
- Narcissus pseudonarcissus subsp. leonensis (Pugsley) Fern.Casas & Laínz, Fontqueria 6: 50 (1984).
- Narcissus pseudonarcissus subsp. minor (L.) Baker, Handb. Amaryll.: 4 (1888).
- Narcissus pseudonarcissus subsp. moschatus (L.) Baker, Handb. Amaryll.: 4 (1888).
- Narcissus pseudonarcissus subsp. nobilis (Haw.) A.Fern., Bol. Soc. Brot., II, 25: 182 (1951).
- Narcissus pseudonarcissus subsp. pallidiflorus (Pugsley) A.Fern., Bol. Soc. Brot., II, 25: 182 (1951).
- Narcissus pseudonarcissus subsp. pseudonarcissus.
- Narcissus pseudonarcissus subsp. pugsleyanus Barra & G.López, Anales Jard. Bot. Madrid 39: 298 (1982 publ. 1983).[6]